# رابرت کارادین
رابرت کارادین (انگلیسی: Robert Carradine؛ زادهٔ ۲۴ مارس ۱۹۵۴) یک هنرپیشه، و بازیگر سینما اهل ایالات متحده آمریکا است. وی از سال ۱۹۷۲ میلادی تاکنون مشغول فعالیت بوده‌است.
از فیلم‌ها یا برنامه‌های تلویزیونی که وی در آن نقش داشته‌است می‌توان به جنگوی آزادشده، ارکا، خیابان‌های بدجنس، بازگشت به وطن، ارواح مریخ، سریال لیزی مک‌گوایر، فیلم لیزی مک‌گوایر، زندان جکسون کانتی، سکس و صبحانه، برچسب: بازی ترور و با چنگ و دندان اشاره کرد.